# Allenby Chilton
Allenby C. Chilton (South Hylton, 1918. szeptember 16. – 1996. június 15.) angol labdarúgó. Posztját tekintve középpályás, majd edző volt.